# Cardiff Central
Cardiff Central, wal. Caerdydd Canolog – stacja kolejowa w Cardiff, w Walii. Jest największą stacją kolejową w Walii – znaczenie ponadregionalne. Ma 7 peronów (liczonych według niestandardowej numeracji od peronu zerowego).

## Ruch pasażerski
Caerdydd Canolog jest największą stacją na terenie Walii, dziesiątą w skali Wielkiej Brytanii, obsługuje 8,350 mln pasażerów rocznie. Bezpośrednie połączenia z: Birmingham, Bridgend, Bristolem, Cheltenham, Exeterem, Holyhead, Llandaf, London Paddington, Maesteg, Merthyr Tydfil, Newcastle, Swansea, Nottingham, Taunton, York

## Obsługa pasażerów
Kasy biletowe, automaty biletowe, informacja kolejowa, wózki peronowe, windy peronowe, kiosk, WC, bar, księgarnia, poczekalnia, klasy II, przystanek autobusowy, postój taksówek.